# 中共中央北方局
中共中央北方局是中国共产党曾三度设立的一个领导北方革命运动的组织机构。

## 第一次成立

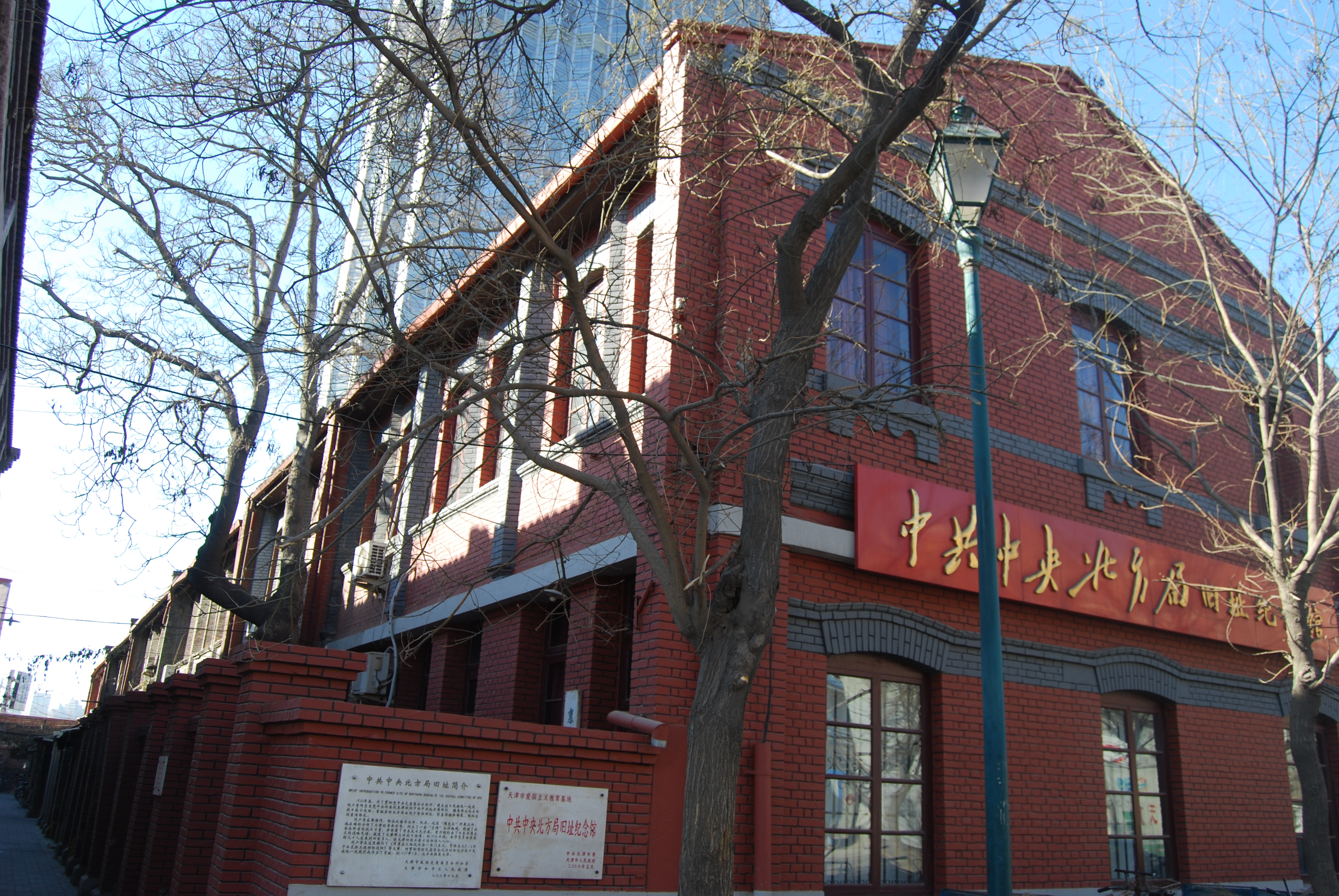
天津法租界石教士路的中共中央北方局旧址

1924年12月20日，中共中央决定在北京成立中共中央北方区委，李大钊任书记，谭平山任副书记，常委有高君宇、张国焘、赵世炎，委员有瞿秋白、王荷波。1925年1月，中共四大决定取消中央北方区委建制，北方地区党的工作仍由中共北京区委领导。

## 第二次成立
原为中共顺直省委，由彭述之负责。1927年9月奉八七会议的指示，改组为北方局，首任北方局书记王荷波、秘书长兼宣传部长蔡和森，常委有彭述之、张昆弟（职工运动）、刘伯庄（军委）、杨善南（共青团），负责领导顺直省委、山东省委、山西省委、满洲省委及内蒙的党组织。办公地址设于天津日租界。1927年11月撤销。

## 第三次成立
1930年8月，再由中共顺直省委改组而重建北方局。下辖顺直省委、河南省委、山东省委、太原特委、陕西省委、陕北特委、甘肃省党组织。书记贺昌，组织部长阮啸仙，宣传部长余泽鸿，秘书长陈复，军委书记张兆丰。
1930年12月24日，中央决定取消北方局，顺直省委改为河北省委，领导顺直、晋、陕、甘、豫北党的工作。北方局组织部长阮啸仙任河北省委代理书记，顺直省委书记贺昌、顺直省委宣传部长余泽鸿、张昆第、北方局委员胡均鹤、河南省委书记童长荣、北平市委书记任国桢、王俊仙、保定特委书记郝清玉为河北省委委员，廖划平、陈复、山西临时省委书记刘天章、武正廷为候补委员。
1931年2月5日临时河北省委在天津成立，河南省团委委员徐兰芝任书记，河南省委组织部长兼秘书长陈原道赴天津任中共河北临时省委组织部长，中共中央组织部组织科代科长刘亚雄（女）调任河北临时省委秘书长。4月8日中共河北临时省委在津召开扩大会议时被破坏，徐兰芝、陈原道、刘亚雄等被捕。4月10日，阮啸仙等组成中共河北临时省委坚持工作，省委机关由天津迁往北平。上海市沪中区区委书记殷鉴受党中央委派到北平重建河北省委。1931年5月8日河北省委正式成立，殷鉴任书记。6月26日河北省委军委书记廖划平被捕叛变，随后省委书记殷鉴等30多名干部被捕。省委机关遭到又一次大破坏。1931年7月，河北省委委员马辉之任河北省委代理书记。1932年9月，反帝大同盟北平分盟党团书记李铁夫任中共河北省委宣传部长、组织部长。
1933年3月孔原以中共中央北方代表。1933年，中共中央秘书长柯庆施任河北省委前线委员会书记，1933年10月柯庆施任中共河北省委军委书记；1933年10月23日，中共河北省委机关遭到破坏，中共河北省委机关由北平移到天津。
1934年3月，共青团江苏省委书记朱理治被上海中央局派到天津，先后任河北省委组织部部长、代理省委书记、省委副书记。北平市委书记李常青任河北省军委书记。7月，王林任中共河北省委秘书长。1934年冬，中共上海中央执行局军委书记柯庆施又任中共河北省委军委书记。1935年2月，高文华任中共河北省委书记。1935年5月，青岛临时市委书记李大章任河北省委宣传部部长。1935年6月，柯庆施任中共河北省委组织部部长。
1935年6月孔原调去上海，孔原指定由中共河北省委兼负北方局工作，“一个机构两块牌子”，成员有：
- 书记高文华并负责农村工作，主管河北省和冀中、冀南、冀鲁豫、鲁西等特委。
- 组织部长柯庆施负责军事与组织工作，主管冀东特委与北平市委。
- 宣传部长李大章负责宣传与交通工作，主管山东、山西，兼任天津市委书记

北方局下辖河北省委、山西省工委、山东省委、河南省临时工委、绥远省工委、山西省公开工委、鄂豫边省委、南方临时工委（辖贵州省工委、广西省工委）、烟台工委、南阳（中心）县委、宛属工委、垦区工委等一些地方组织。
孔原走后，北方局暨河北省委失掉了与中央的联系，发生了经费困难。也与中央失掉联系的广东、广西等地的党组织，也与北方局联系经费问题。1936年搬迁至天津法租界石教士路（Rue Chevrier）、今天津市和平区黑龙江路隆泰里19号。
1936年4月，刘少奇以中央代表身份，从延安携新婚妻子谢飞赴天津，任北方局书记，彭真任组织部长，陈伯达任宣传部长，林枫任秘书长兼天津市委书记。1937年2月，刘少奇率领北方局机关，由天津迁往北平。 
1937年4月，马辉之主持中共河北省委工作。1937年5月，中共中央在延安召开了白区党代表会议。鉴于河北已形成事实上的平汉线国统区和冀东沦陷区，会议决定把河北省委划分为平汉线省委和冀东省委，分别由保属特委书记李菁玉、中共京东特委书记李运昌任书记。1937年七七事变后北平的地下党疏散撤退，在太原重建北方局。1937年8月，中共河北省委恢复，李运昌任书记，马辉之任中共河北省委组织部部长。1937年9月，马辉之任省委书记，华北铁路工委书记吴德任中共河北省委组织部部长，东北军第53军中共工委书记林铁任河北省委军事部长。1938年7月，河北省委撤离天津迁往冀东。

## 第四次成立
1937年七七事变之后，1937年7月28日，中共北方局书记刘少奇和军委书记朱瑞由延安来到太原。在这以前，北方局组织部长彭真等已先期到达太原。继刘少奇之后，北方局副书记杨尚昆、北方局宣传部长李大章、北方局组织部副部长林枫等也陆续来到太原。北方局机关驻太原成成中学。重新组建北方局机关，任北方局书记。下设抗日统战部(部长张友清)。随着华北战局的发展，太原失守前夕，1937年9月下旬，刘少奇和在太原的周恩来经过研究，把华北划分为九个开展游击战争的省区：
1. 绥西
2. 绥察边
3. 晋西北刘少奇指示120师贺龙部利用战地动员委员会的形式，发动群众，组织群众游击队，并把旧政权改造成民族统一战线的抗日政权。
4. 晋南
5. 冀察晋（以阜平五台山为中心）派出山西省委组织部长李葆华率相当数量的干部奔赴那里，成立晋察冀临时省委，以八路军政治部及战地动员委员会的共同名义，动员同蒲路东和正太路北的各县民众，开展游击战争。
6. 直南（指河北南部）
7. 直中（指河北中部）受党中央派遣，孟庆山从延安到达这一地区，开展游击战争，组建河北游击军。1937年10月，根据北方局的指示精神，东北军第53军691团团长、中共秘密党员吕正操拒绝国民党政府南撤的命令，在中共地方党组织的大力支持下，率全团官兵留在敌后。并在河北晋县小樵镇改编部队，改称“人民抗日自卫军”，随后，人民自卫军和河北游击军开始了创建冀中根军地的工作。
8. 冀东（平津在内）
9. 山东

在绥西和绥察边，主要通过原来的地下党组织及派出党员去做工作。在山东、直南、直中等地，主要利用一些统战关系，去进行动员民众的工作。阎锡山找牺盟会负责人薄一波，请他组织一个团的新军试试。薄一波请示了北方局，刘少奇答复：“要去！不要说一个团，就是一个营、一个连也要去。你赶快回去，把牺盟会的日常工作委托给一个合适的人，除了重大问题你过问一下外，主要的精力就转到组建新军的工作中去。”此后，薄一波的主要精力就放在了组建新军的工作上。1937年8月1日，山西青年抗日决死队总队在山西太原国民师范礼堂举行成立大会。至1938年初，决死队已发展到四个纵队（相当于旅）3万余人，活动于晋东南、晋西南、晋西北地区，先后和八路军其他部队一起开辟了太行、太岳等抗日根据地。
1938年11月，中共中央北方局由晋西转到晋东南的。11月9日，中共中央政治局发出《关于北方局及分局委员的通知》决定以朱德、彭德怀、杨尚昆、聂荣臻、关向应、邓小平、彭真、程子华、郭洪涛为中共中央北方局委员。1938年冬，北方局进入太行山，杨尚昆任书记，下设组织部、统战部、青委会、妇委会、秘书处。1942年8月，杨尚昆赴延安，由彭德怀代理书记。1943年8月1日，中共中央政治局致电北方局，决定，北方局代理书记彭德怀来延安准备参加“七大”，由邓小平代理北方局书记。1943年10月6日，中共中央决定：中共中央北方局与中共太行分局合并，撤销中共太行分局；太行、太岳、冀南、冀鲁豫4区直属北方局领导。
1943年11月，为了加强八路军第129师的冀鲁豫与冀南两区的统一领导，中共中央决定成立冀鲁豫分局（也称“平原分局”）。分局书记黄敬（1942年10月由冀中区党委书记调任冀鲁豫区党委书记），宋任穷为组织部长，李菁玉为宣传部长，张霖之为民运部长兼组织部副部长，张玺为秘书长。分局驻山东莘县大张家镇红庙村。冀鲁豫分局受中共中央北方局领导。冀鲁豫分局领导冀南、冀鲁豫两个区党委。
1945年1月23日，中共中央为加强冀鲁豫工作，给北方局发出指示：最近冀鲁豫根据地有极大发展，人口将近两千万，为敌后最大的根据地，但减租减息大半尚未进行，各种政策尚未完全正规，根据地的群众基础尚不巩固，北方局应及时进至冀鲁豫工作，普遍发动群众，进行彻底的减租减息，求得根据地进一步巩固。北方局代理书记邓小平于1945年3月上旬由山西麻田率组织部长刘锡五、宣传部长李大章等北方局机关20余人到冀鲁豫抗日根据地中心区的濮阳，先后住李家楼、单拐村。实际上，北方局机关由太行山麻田迁至了河南清丰县。
1945年8月20日，中共中央决定中共北方局和冀鲁豫中央分局合并成立晋冀鲁豫中央局。邓小平、薄一波分任正、副书记，领导冀鲁豫、冀南、太行、太岳4个区党委和军区。张霖之、李菁玉、李雪峰、王鹤峰分任4个区党委书记兼军区政委。

## 历任书记
- 王荷波（1927年9月－1927年12月4日）
- 贺昌（1930年8月－1933年3月）
- 孔原（1933年3月－1935年5月）
- 高文华（1935年5月－1936年4月）
- 刘少奇（1936年4月－1937年11月）
- 杨尚昆（1937年11月－1942年8月）
- 彭德怀（1942年8月－1943年10月）
- 邓小平（1943年10月－1945年8月20日）